# Мезйокйовешд
Мезйокйовешд (угор. Mezőkövesd) — місто на північному сході Угорщини за п'ятдесят кілометрів від столиці медьє — міста Мішкольца. Населення — 17 841 чоловік (2001).

## Спорт
У місті базується однойменний футбольний клуб.

## Міста-побратими
Список міст-побратимів:
- Бад-Зальцунген, Німеччина
- Жори, Польща (1995)
- Рюдесхайм-на-Рейні, Німеччина
- Виноградів, Україна
- Dója-Berettyószéplak, Румунія
- Тиргу-Секуєск (рум.) / Кездівашархель (угор.), Румунія